# مانسی احلوات
مانسی احلوات (به انگلیسی: Mansi Ahlawat،  زادهٔ ۲۵ مهٔ ۲۰۰۱) یک کشتی‌گیر آزادکار اهل کشور هند است.
از افتخارات وی می‌توان به کسب مدال برنز قهرمانی کشتی جهان ۲۰۲۴ اشاره کرد.